# 血脈系列
《血脈系列》（Legacy of the Drow）是R·A·萨尔瓦多撰寫的紐約時報暢銷奇幻書籍系列。這是關於被遺忘的國度角色崔斯特·杜爾登冒險的第三個系列。此系列的後續為《黑暗之途》系列。
《精灵血脉》 继《冰风之谷三部曲》之后，继续描写传奇黑暗精灵游侠崔斯特·杜垩登和他的伙伴们冒险经历的四部曲。

## 劇情概要
在《冰风谷三部曲》的最后一部《半身人的魔坠》的结尾，崔斯特和他的伙伴们一同收复了被灰矮人占领的秘银厅，矮人布鲁诺·战锤成为秘银厅新的国王。而新的四部曲的冒险正是围绕黑暗精灵和秘银厅的一场大战而展开。四部曲还囊括了很多在《冰风之谷三部曲》和《黑暗精灵三部曲》中出场的人物，可以说是之前两个三部曲、地表与幽暗地域故事线索的汇合与延续。而崔斯特对凯蒂布莉儿的感情也上升到了爱情。
崔斯特的亲姐姐威尔娜（同样是札克纳梵和马烈斯主母的孩子）并没有在家族被清洗时被杀，而是和他的哥哥狄宁一样依靠达耶特佣兵团而存活了下来。威尔娜遵从蜘蛛神后的旨意再次计划除掉崔斯特并且最终在秘银厅底下通往幽暗地域[Underworld]的洞穴中再次相见。这对崔斯特产生了很大的影响。第一在他舍弃他黑暗的家族离家出走并导致家族被清洗之后崔斯特一直认为自己再也没有亲人还活在世上了；第二他意识到同是札克纳梵所生的姐姐威尔娜某种程度上同样也继承了父亲善良的本性。他渴望得到一个亲人，他希望能改变威尔娜对蜘蛛神后的信仰从而使她也脱离神后的控制。然而他失败了，身为女性的威尔娜是蜘蛛神后的牧师，蜘蛛神后对她的影响远远大于崔斯特自己，最终，崔斯特不得不杀死了自己最后的亲人，这也是本集血脉一词的含义。

## 評價
《血脈》是TSR的首部精裝小說，發行數週內即登上《紐約時報》暢銷書榜首。
《血脈》在《紐約時報》暢銷書榜首次亮相即排名第9。
《無星之夜》在《紐約時報》暢銷書榜首次亮相即排名第12。
```
"《無星之夜》是一部優秀的劍與魔法小說，全書節奏輕快。"—
圖書館期刊
的亞當·保羅·亨特評論道。
[
4
]
```

《暗軍突襲》在《紐約時報》暢銷書榜首次亮相即排名第13。
《破曉之路》在《紐約時報》暢銷書榜首次亮相即排名第13。
```
"《血脈系列》實現了其目標：提供高度魔法的奇幻娛樂。雖然這四部曲有其缺點，但遠未到毀譽整本書的地步。"—
RPGnet
的傑克·德奧德評論道。
[
7
]
```

## 外部連結
- 網路推想小說資料庫上的《Legacy of the Drow》页面